# Tio Cipot
Tio Cipot, slovenski nogometaš, * 20. april 2003, Murska Sobota.
Cipot je profesionalni nogometaš, ki igra na položaju vezista. Od leta 2023 je član italijanskega kluba Spezia, ki ga je leta 2024 posodil v avstrijski Grazer. Ped tem je igral za slovensko Muro, za katero je v prvi slovenski ligi odigral 44 tekem in dosegel štiri gole ter z njo osvojil naslov slovenskega državnega prvaka v sezoni 2020/21. Bil je tudi član slovenske reprezentance do 18, 19 in 21 let.
Tudi njegov oče Fabijan Cipot in brat Kai sta oziroma sta bila nogometaša.